# Guldnattskärra
Guldnattskärra (Caprimulgus eximius) är en fågel i familjen nattskärror som förekommer strax söder om Sahara i Afrika.

## Utseende
Guldnattskärran är en distinkt färgad liten nattskärra med en kroppslängd på 23-25 centimeter. Vid vila verkar den storhövdad med gulbrun ovansida översållad med gråvita brunkantade fyrkantiga fläckar. Strupen är vitaktig medan övre delen av bröstet tecknad som ovansidan, övergående i gulbrun otecknad nedre bröst och buk. I flykten syns stora vita fläckar mot vingspetsarna. I dåligt ljus ter den sig väldigt blek.

## Läte
Guldnattskärrans sång ett nattskärrelikt hårt och monotont spinnande. Även ett rytmiskt "kodu-kodu-kodu-..." kan höras.

## Utbredning och systematik
Guldnattskärra delas in i två underarter med följande utbredning:
- Caprimulgus eximius simplicior – förekommer från södra Mauretanien och norra Senegal till centrala Tchad
- Caprimulgus eximius eximius – förekommer i centrala Sudan

2016 sågs en individ i Västsahara och denna, eller en annan, hittades senare död. Senare undersökningar samma år gav ett antal fynd, vilket tyder på att den även häckar där. 19 april 2018 bekräftades den första häckningen i Västpalearktis.

## Levnadssätt
Guldnattskärran förekommer i stäpp och halvöken, men även i stenig och klippig terräng med inslag av växtliget. Den undviker täta buskmarker och skogsområden. Arten är som de flesta andra nattskärror aktiv från skymning till gryning, på jakt efter större insekter. Den tillbringar dagen sovande på marken. Fågeln häckar mellan april och maj i västra delen av utbredningsområdet och mellan mars och april i Sudan. Den lägger två ägg direkt på marken.

## Status och hot
Arten har ett stort utbredningsområde och tros inte vara utsatt för något substantiellt hot. Utifrån dessa kriterier kategoriserar internationella naturvårdsunionen IUCN arten som livskraftig (LC). Den beskrivs dock som relativt ovanlig och möjligen till och med sällsynt.